# Living in a Box
Living in a Box är ett brittiskt popband som bildades 1985.

## Bandmedlemmar
Nuvarande medlemmar
- Marcus Charles Vere (född 29 januari 1962 i Sheffield) – synthesizer (1985–1990, 2016–)
- Anthony "Tich" Critchlow (född 1 mars 1958 i Nottingham) – trummor (1985–1990, 2016–)
- Kenny Thomas (född 12 september 1968 i Islington, London) – sång (2016–)

Tidigare medlemmar
- Richard Darbyshire (född 8 mars 1960 i Stockport, Cheshire, England) – sång, gitarr (1985–1990)

Gästartister
- Bobby Womack samarbetar på singeln So the Story Goes från 1987.
- Brian May från Queen, spelade gitarr på singeln Blow The House Down från 1989.

## Diskografi
Studioalbum
- Living In A Box (1987)
- Gatecrashing (1989)

Samlingsalbum
- The Best of Living in a Box (1999)
- The Very Best of Living in a Box (2003)
- Living In A Box - The Hits (2008)
- Living In A Box (Greatest Hits) (2013)
- Rock & Worship (2014)
- Greatest Hits (2014)

Singlar
- "Living in a Box" (1987)
- "Scales of Justice" (1987)
- "So the Story Goes" (1987) (med Bobby Womack)
- "Love Is the Art" (1988)
- "Blow the House Down" (1989) (med Brian May)
- "Gatecrashing" (1989)
- "Room in Your Heart" (1989)
- "Different Air" (1989)
- "Bed of Roses" (1989)